# Pokémon 3: In de greep van Unown
Pokémon 3: In de greep van Unown (informeel ook wel: In de greep van het onbekende; Engelse titel: Spell of the Unown), ook bekend als Pokémon 3: The Movie of Pokémon 3: De film, is de derde animatiefilm in de Pokémonreeks, geregisseerd door Kunihiko Yuyama. Ook aanwezig in de productie is Pikachu en Pichu, een kort verhaal over Pikachu voordat de echte film begint. Het was in Nederland de laatste Pokémonfilm die in de bioscoop werd uitgebracht tot de release van Pokémon Detective Pikachu in 2019. De dvd-titel luidt Pokémon 3: De Film: Entei - In de greep van Unown, de originele Japanse titel is Kesshou Tou no Teiou.

## Verhaallijn

### In de greep van Unown
Een enorme kristallen catastrofe wordt losgelaten op Greenfield - en Ash, Pikachu en hun vrienden moeten uitzoeken hoe ze de schade aan de eens zo prachtige stad ongedaan kunnen maken. Dan gebeurt er iets vreselijks: de moeder van Ash wordt ontvoerd door de machtige Entei, een Pokémon waarvan werd gedacht dat hij alleen in legenden bestond. Ash moet haar te hulp schieten, terwijl hij niet weet wat hij zal ontdekken: de echte geheime kracht achter de ongelooflijke gebeurtenissen. De droomwereld van een jong meisje wordt omgetoverd in een nachtmerrie door de meest onbeheersbare Pokémon ooit: de Unown.

### Pikachu en Pichu
Dubbele tegenspoed in de grote stad. Pikachu is verdwenen en de Pichu-broers moeten hun nieuwe vriend terugvinden voordat Ash merkt dat zijn Pokémon vermist is. Het is een race tegen de klok, waarin het duo van Pichu van het ene onheil in het andere meesleurt.

## Uitzendgegevens
In de greep van Unown kwam op 8 juli 2000 uit in de Japanse bioscopen. In Nederland werd de film vertoond in de zalen in het jaar 2002, kwamen de video- en dvd-uitgave in hetzelfde jaar en wordt sinds 2008 de film regelmatig uitgezonden door opeenvolgend Jetix en Disney XD. In 2002 beleefde de film zijn tv-prémiére op Film1 en werd in de jaren daarna regelmatig herhaald door RTL 4 in de Engelstalige versie, Nederlands ondertiteld. In 2009 werd de film opnieuw uitgebracht op dvd, ook dit keer weer door Warner Bros.

## Nasynchronisatie
De nasynchronisatie lag in handen van JPS Producties. Het is de laatste film door deze studio.

### Rolverdeling
| Acteur          | Personage          | Nederlandse versie | Engelstalige versie |
| --------------- | ------------------ | ------------------ | ------------------- |
| Verteller       | Unsho Ishizuka     | Jeroen Keers       | Rodger Parsons      |
|                 |                    |                    |                     |
| Ash Ketchum     | Rica Matsumoto     | Christa Lips       | Veronica Taylor     |
| Misty           | Mayumi Iizuka      | Marlies Somers     | Rachael Lillis      |
| Brock           | Yuji Ueda          | Fred Meijer        | Eric Stuart         |
| Delia Ketchum   | Masami Toyoshima   | Beatrijs Sluyter   | Veronica Taylor     |
| Skyler          | Hirohide Yakumaru  | Hans Somers        | Ted Lewis           |
| Professor Oak   | Unsho Ishizuka     | Jon van Eerd       | Stan Hart           |
| Molly           | Akiko Yajima       | Lottie Hellingman  | Amy Birnbaum        |
|                 |                    |                    |                     |
| Pikachu         | Ikue Otani         | Ikue Otani         | Ikue Otani          |
| Lisa            | Ai Kato            | Marjolein Algera   | Lisa Ortiz          |
| Entei           | Naoto Takenaka     | Victor van Swaaij  | Dan Green           |
| Jessie          | Megumi Hayashibara | Hilde de Mildt     | Rachael Lillis      |
| James           | Miki Shinichirou   | Bram Bart          | Eric Stuart         |
| Meowth          | Inuko Inuyama      | Jan Nonhof         | Maddie Blaustein    |
| Tracey Sketchit | Tomokazu Seki      | Tony Neef          | Ted Lewis           |
|                 |                    |                    |                     |
| overige         |                    |                    | Bram Bart           |

## Soundtrack
De Nederlandstalige titelsong Pokémon Johto werd ingezongen door onder anderen Tony Neef als een bewerking van het Amerikaanse origineel Pokémon Johto (It's a Whole New World) en werd naar het Nederlands omgewerkt door Bianca Steenhagen. Het eindnummer is getiteld To Know the Unown en werd ingezongen door de band Innosense.
| Titel         | Zanger                         | Componist                     | Soort |
| ------------- | ------------------------------ | ----------------------------- | ----- |
| Pokémon Johto | Johto (Engelstalige origineel) | John Siegler en John Loeffler | Intro |
| Pokémon Johto | Tony Neef e.a.                 | John Siegler en John Loeffler | Intro |

De Nederlandstalige titelsong is gelijknamig aan de Nederlandstalige leader van de televisieserie, maar bevat een totaal andere tekst. In de originele Amerikaanse versie zijn de twee teksten wel identiek, en betreft het een 'simpele' remix.

## Dvd
| Titel                                        | Afleveringen | Verschijningsdatum                         | Talen                                              | Distributeur                          |
| -------------------------------------------- | --- | ------------------------------------------ | -------------------------------------------------- | ------------------------------------- |
| Pokémon Film 1-10 (10 dvd's - box)           | *Mew tegen Mewtwo (1) *Op eigen kracht (2) *In de greep van Unown (3) *4-Ever (4) *Helden (5) *Jirachi, droomtovenaar (6) *Doel Deoxys (7) *Lucario en het mysterie van Mew (8) *De tempel van de zee (9) *De opkomst van Darkrai (10) speelduur: ca. 900 minuten verpakking: halfdun dvd-dozen in een kartonnen hoes opmerkingen: betreft een heruitgave van de originele uitgaves zoals verkrijgbaar in 2009 | oktober 2009 (momenteel niet in de handel) | Nederlands Engels                                  | RCV Entertainment / Warner Home Video |
| Pokémon 3 In de greep van Unown (ook op VHS) | * In de greep van Unown * Pikachu en Pichu speelduur: ca. 90 minuten verpakking: plastic digi-pak extra's: nog toe te voegen opmerkingen: * tweezijdige disc en geen frontje * versneld beeld en geluid | oktober 2002 (momenteel niet in de handel) | Nederlands Engels Frans Italiaans Grieks Hebreeuws | Warner Home Video                     |
| Pokémon 3 In de greep van Unown              | * In de greep van Unown * Pikachu en Pichu speelduur: ca. 90 minuten verpakking: standaard-dvd-doos extra's: nog toe te voegen opmerkingen: * tweezijdige disc en geen frontje * versneld beeld en geluid | 2009 (heruitgave)                          | Nederlands Engels Frans Italiaans Grieks Hebreeuws | Warner Home Video                     |